# لاديسلاف هيشت
لاديسلاف هيشت (بالسلوفاكية: Ladislav Hecht)‏ مواليد 31 أغسطس 1909 في جيلينا، الامبراطورية النمساوية المجرية - الوفاة 27 مايو 2004 في كوينز، نيويورك، كان لاعب كرة مضرب سلوفاكي وكان يلعب باليد اليمنى. أعلى تصنيف له في الزوجي كان المركز الـ 6 في سنة 1934.

## روابط خارجية
- لاديسلاف هيشت على موقع رابطة محترفي التنس (الإنجليزية)
- لاديسلاف هيشت على موقع الاتحاد الدولي لكرة المضرب (الإنجليزية)
- لاديسلاف هيشت على موقع كأس ديفيز (الإنجليزية)
- لاديسلاف هيشت على موقع خلاصة التنس.كوم (الإنجليزية)